# Tarachina seriepunctata
Tarachina seriepunctata es una especie de mantis de la familia Iridopterygidae.

## Distribución geográfica
Se encuentra en Angola y el Congo.